# Fulletó
|  | Per a altres significats, vegeu «Fulletó (desambiguació)». |

Un fulletó (en anglès, soap opera) és telenovel·la llarga que mostra històries interminables sobre la vida d'un grup de personatges. Se solen centrar en les relacions emocionals amb molts elements melodramàtics. Té format de lliuraments periòdics, habitualment diaris. Presenta dues característiques principals: per una banda, els episodis no tenen unitat argumental en si mateixos, sinó que les trames queden obertes per als capítols següents; i, de l'altra, la producció arrenca sense un calendari previst de tancament. L'exaltació dels sentiments, la multiplicitat de trames i l'ús de personatges estereotípics en són altres trets habituals. El format narratiu de les telenovel·les s'ha convertit en el gènere més rendible de la televisió i, com a tal, ha servit cada vegada més per influir en molts altres gèneres televisius.

## Història
Els antecedents dels fulletons audiovisuals són de les fulletons publicats als diaris a la segona meitat del segle xix. Alguns obres mestres de la literatura han nascut com un fulletó: Madame Bovary de Gustave Flaubert o Anna Karènina de Lev Tolstoi en són uns exemples.
Als anys 1930 es van crear sèries de radioteatre, amb un model narratiu que és l'antecedent més proper del serial televisiu. El terme nord-americà soap opera (‘òperà de sabó’), data dels anys 1930 quan els fabricants de detergents van fer emissions de radioteatre diürn per embolicar-hi llur propaganda. A l'origen, les històries eren concebudes per a seduir un públic femení, aleshores el consumidor principal d'aquest producte. Avui romanen concebuts per embolicar propaganda, però es van desenvolupar sèries per atènyer altres públics. La sèrie de radioteatre de més durada és The Archers de la BBC, que va començar el 1951. El 9 de juny de 2023 se'n va emetre l'episodi 20.000.

## Característiques

### Producció i programació
A diferència de sèries que es planifiquen amb un nombre d'episodis fixes, per exemple per a cobrir una temporada, els fulletons comencen sense que se'n preveu la fi. La pervivència depèn en gran manera dels ingressos de la publicitat i així és subjecta així als resultats d'audiència. Alguns es van mantenir durant dècades. El britànic Coronation Street, estrenat el 1960, va celebrar l'episodi número 10.000 el febrer de 2020 i la història continua. Lindenstrasse, el fulletó alemany en 1758 episodis es va emetre de 1985 fins a 2019. Hi ha sèries diàries o setmanals. Això condiciona ritmes de producció especialment intensos i generalement són produccions de baix cost. El cor de la ciutat (2000-2009) amb 1900 capítols va ser la primera gran sèrie catalana.

### Narrativa
El tret més singular dels serials és que les trames es mantenen obertes episodi rere episodi, es resolen algunes qüestions, però sempre queden qüestions en suspens, per a enganxar el públic. És una diferència amb les sèries, que solen tenir capítols conclusius.
Els eixos temàtics del serial són fonamentalment dos: les relacions humanes i les relacions laborals. El primer tema, que acapara la major part de les trames, apel·laria directament al pla dels sentiments, relacionat històricament amb el rol social femení. D'aquesta manera, els productors es garanteixen l'atenció de les dones, el públic que més consumeix televisió diürna.
Com els ingressos depenen de la publicitat i dels esponsors, l'interès per atreure el major nombre d'espectadors possible és present fins i tot en fulletons destinats a una audiència particular. Serials juvenils aborden una temàtica vàlida tant per a adolescents i joves com per a adults. Un exemple és el títol espanyol Al salir de clase, emès per Telecinco entre el 1997 i el 2002, que barrejava trames i personatges clarament juvenils, a partir d'un entorn estudiantil, amb altres adultes, a través de conflictes familiars i amb els professors.

### Fulletó o telenovel·la
La telenovel·la es pot entendre com la versió llatinoamericana del serial anglosaxó. Tot i que ambdós termes s'usen com a homòlegs, hi ha marcades diferències narratives i de producció, fins al punt que la telenovel·la pot ser considerada, en si mateixa, com un gènere.